# Limnonectes macrognathus
Limnonectes macrognathus és una espècie de granota que viu a Malàisia, Myanmar i Tailàndia.
Està amenaçada d'extinció per la pèrdua del seu hàbitat natural.